# Кировский драматический театр
Ки́ровский областно́й драмати́ческий театр имени С. М. Ки́рова — драматический театр в городе Кирове, областном центре Кировской области. Один из старейших театров России, основан в 1877 году.

## История
С 1815 года в Вятке театралы-любители ставили спектакли для сограждан. Как правило, это были представители из вятской интеллигенции и ссыльные, в их числе и Александр Герцен. Об этом он писал:
Я играл — и при том хорошо… перед всем городом, слышал аплодирование, радовался ему и был в душе актёром.
Функции театрального зала в эти времена играли разные помещения: залы земского суда, Вятского благородного собрания, дома вятского купца Прозорова. В конце семидесятых в интеллигентной среде города встал вопрос необходимости специального театрального помещения. Земство выделило на его постройку 1000 рублей. Ещё 18 000 были собраны по подписному листу и за счёт постановки любительских спектаклей. Строительство велось два года и в октябре 1877 года новое деревянное здания театра по проекту архитектора И. В. Нефедьева было построено. В первый год спектакли в нём давали собственными силами, затем стали сдавать приезжим гастролирующим труппам.
В основном, ставились произведения классического репертуара: пьесы Островского, Сухово-Кобылина, А. К. Толстого. Так как в первые десятилетия у театра не было своего хозяина, определявшего бы направление его творчества, репертуар менялся с каждым новым антрепренёром.
- В 1901 году пьесой «Дядя Ваня» Чехова начал свою карьеру известный режиссёр и драматург Константин Марджанишвили (известный тогда как актёр К. Марджанов).
- В 1935 году было решено построить храм искусств и присвоить ему имя С. М. Кирова, злодейски убитого годом ранее в г. Ленинграде. 4 ноября 1939 г. театр открыл сезон — уже в новом здании.
- В годы войны в здании театра давал спектакли и репетировал эвакуированный из Ленинграда Большой драматический театр (БДТ)[2].
- В 1980-е годы ставились пьесы Островского, Шиллера, Салтыкова-Щедрина из классического репертуара, но было и много пьес-однодневок, рассчитанных на успех у нетребовательной публики.
- В 1990-е годы на сцене театра ставились «Братья Карамазовы», «Преступление и наказание», «Идиот» Достоевского; «Гамлет» и «Ромео и Джульетта» Шекспира; «Коварство и любовь» и «Разбойники» Шиллера. Главным режиссёром театра в эти годы работает Михаил Салес, начинавший свою деятельность в театре простым актёром. Огромную помощь и поддержку Салесу оказывает тогдашний руководитель области — первый секретарь обкома КПСС Кировской области С. А. Осминин, сын которого исполнял в одном из спектаклей театра роль Иисуса Христа. Несмотря на падение интереса к театру в целом по стране — в Кировском театре в эти годы — постоянные аншлаги.

С января 2006 года в Кировском драматическом театре начал свою постоянную работу театральный музей.

## Постановки прошлых лет
- «Любовь Яровая» К. А. Тренёва (1939)[2]

Основные постановки 1940-х — 1970-х годов:
- «Анна Каренина» Л. Толстого, «Чапаев» пьеса С. Лунина, «Горе от ума» А. Грибоедова — реж. И. Ефремов (1941)
- «Фельдмаршал Кутузов» В. Соловьёва — реж. Г. Георгиевский (1941)
- «Генерал Брусилов» И. Сельвинского, «Поединок» бр. Тур и Л. Шейнина — реж. В. Люце (1943—1944))
- «Три сестры» А. Чехова, «Надежда Дурова» Липцкерова и Кочеткова — реж. Д. Манский (1943—1944)
- «Отелло», «Осада Лейдена» («Тиль Уленшпигель») И. Штока — реж., художественный руководитель театра Н. Смирнов (1944)
- «За тех, кто в море» В. Лавренёва, «Старые друзья» Л. Малюгина, «Молодая гвардия» инсц. П. Гракова по А. Фадееву — реж. И. Шойхет (1946—1947)
- «Обрыв» по И. Гончарову, «Герцен в Вятке» И. Шишкина — реж. Д. Козловский (1948—1949)
- «Ромео и Джульетта», «Царь Фёдор Иоаннович» А. Толстого, «Крепость на Волге» И. Кремлёва — реж. Л. Эльстон (1951—1952)
- «Егор Булычёв и др.» М. Горького, «Красавец мужчина» А. Островского, «Много шума из ничего» В. Шекспира — реж. Б. Черкасский (1953—1954)
- «Чайка»; «Крылья» А. Корнейчука — реж. Ю. Мизецкий (1955)
- «Любовь Яровая» К. Тренёва, «Кремлёвские куранты» Н. Погодина, «Денис Давыдов» В. Соловьёва — реж. Б. Гронский (1956—1963)
- «Третья патетическая» Н. Погодина, «Океан» А. Штейна — реж. И. Фельдман (1960—1963)
- «Дети солнца» М. Горького, «Не от мира сего» А. Островского — реж. В. Ясногорский (1962—1964)
- «Маскарад» Ю. Лермонтова, «Борис Годунов» А. Пушкина — реж. Ю. Хмелецкий (1965—1966)
- «Клоп» В. Маяковского, «Таланты и поклонники» А. Островского, «Вишнёвый сад» А. Чехова, «Целуй меня Кэт» мюзикл К. Портера, «Солдатская вдова» Н. Анкилова, «Дачники» М. Горького — реж. В. Ланской (1967—1974)
- «Дом Бернарды Альбы» Федерико Гарсиа Лорка, «Похожий на льва» Р. Ибрагимбекова — реж. Е. Степанцев (1973—1978)
- «Слуга двух господ» К. Гольдони — реж. А. Бородин (1975)
- «Тени» М. Е. Салтыкова-Щедрина — реж. Ф. Берман (1976)
- «На родных берегах», «Двадцать свадеб в один год», «К морю-океану», «Твой ровесник», «Синие дожди», «Наши семьи» («Глухой»), «Мать и дочь», «Вожак» — постановки по пьесам кировского драматурга Юрия Петухова (1955—1978)
- «Райская обитель», «Толкач из Парижа», «Во всю Канаринскую» — по пьесам В. Ситникова (1980-е годы)
- «Идиот» Достоевского в постановке М. Салеса (1990)[4]

## Театр сегодня
В настоящее время в театре идут около 30 спектаклей. Значительную часть репертуара составляют спектакли по классической драматургии — на двух сценах театра с неизменным успехом идут спектакли по Гоголю и Чехову, Толстому, Тургеневу, Островскому. Любит зритель и спектакли по произведениям современных драматургов — Дарио Фо, Вуди Аллена, Елены Исаевой, Юрия Полякова. Постоянно обновляется репертуар театра для юных зрителей.
Кировский драмтеатр одним из первых среди других кировских театров открыл уникальный театральный музей, который знакомит кировчан и гостей города с историей одного из старейших театров страны.

## Труппа
- Смирнов, Валерий Алексеевич (В. Смирнов-Рыжалов) (1971—1979), заслуженный артист РСФСР
- Матвеева, Юлия Петровна (1925—2000), народная артистка РСФСР
- Томкевич, Игорь Станиславович (1959—1990), народный артист РСФСР

Народные артисты России:
- Исаева Наталья Николаевна †;
- Смирнов Владимир Александрович.

Заслуженные артисты России:
- Золотарёва Светлана Леонидовна;
- Конышева Маргарита Андреевна;
- Марина Галина Ивановна;
- Мельник Галина Николаевна;
- Одинцова Елена Николаевна;
- Третьяков Никита Викторович;
- Цивилёва Ольга Павловна.

По состоянию на 01.02.2016
С полным составом труппы и коллектива театра, репертуарным календарём можно ознакомиться на его официальном сайте в сети Интернет.

## Репертуар театра
- «Поздняя любовь» А. Островский
- «Провинциалка» И. Тургенев
- «Он, она, окно и тело…» Р. Куни
- «Любовь и голуби» В. Гуркин
- «Свободная пара» Д. Фо
- «Соловьиная ночь» В. Ежов
- «Соврёшь — умрёшь» («Одноклассники») Ю. Поляков
- «Зойкина квартира» М. Булгаков
- «Ханума» А. Цагарели
- «Женитьба Бальзаминова» А. Островский
- «Блэз» К. Манье
- «Лгунья» М. Мэйо, М. Эннекен
- «Красное и чёрное» Стендаль
- «Клинический случай» Р. Куни
- «Королевская мышеловка (Убийство Гонзаго)» Н. Йорданов
- «Пока летит стрела Амура» Н. Прибутсковская
- «Желающим жениться» А. Чехов
- «Люби меня, как я тебя»
- «Девичник» А. Менчелл
- «В добрый час» В. Розов
- «Не покидай меня» А. Дударев

### Малая (экспериментальная сцена)
- «Белые ночи» Ф. Достоевский
- «Старосветские помещики» Н. Гоголь
- «Кого любил, кем был любим (Женщины Есенина)»
- «Божье дерево» А.Платонов

### Спектакли для юных зрителей
- «Всё можно или как прожить без взрослых» Т. Воронина
- «Маленькая Баба-Яга» По повести О. Пройслера
- «Василиса Прекрасная» Г. Сапгир, С. Прокофьева
- «Волшебник Изумрудного города» А. Волков
- «Оладушки для внучки» С. Оленберг
- «Молодильные яблоки» В. Илюхов
- «День рождения принцессы» И. Ольшанский
- «Пеппи Длинный чулок» А. Линдгрен
- «Здравствуй, дедушка Крылов!» А. Кичик
- «Кот в сапогах» В. Ганзенко

## Награды
- 1977 год — Орден Трудового Красного Знамени.
- 1998 год — за творческие достижения театр в рамках международной программы «Партнёрство ради прогресса» был награждён во Франции почётными призами «Золотая пальма» и Гран-при.
- 2006 год — театр стал дипломантом I Всероссийского конкурса спектаклей, пропагандирующих идеи патриотизма и любви к Родине, г. Москва (за спектакль «Благословите светлый час» по пьесе Льва Проталина).
- 2010 год — театр стал лауреатом фестиваля «Дни Островского в Костроме» (дипломом за «Лучшую женскую роль» награждена народная артистка России Галина Малышева, дипломом за «Лучший актёрский дуэт» награждены артисты Ольга Вихарева и Иван Шевелёв).
- 2011 год — спектакль Кировского драмтеатра «Поздняя любовь» по пьесе А. Н. Островского стал лауреатом V театрального фестиваля им. Н. Х. Рыбакова (дипломами лаураеатов фестиваля награждены народная артистка России Галина Малышева, заслуженная артистка России Наталья Исаева, артистка Ольга Вихарева).

## Статьи и публикации
- Евгений Деришев. Не будите спящего артиста // ВК-СМИ.ру : Газета. — "Вятский край", 2008. — 5 сентября. Архивировано 5 марта 2016 года.
- Игорь Жетинев. Вятка ментально понятна и близка… // ВК-СМИ.ру : Газета. — "Вятский край", 2008. — 10 марта. Архивировано 5 марта 2016 года.
- Вятская Юдифь // ТЕАТРАЛ : Журнал. — «Театральные Новые Известия ТЕАТРАЛ», 2005. — 2 марта.